# ジャン＝ピエール・ティオレ
ジャン=ピエール・ティオレ（Jean-Pierre Thiollet, 1956年12月9日 - 、フランス ヴィエンヌ県ポワチエ生まれ）は、フランスのジャーナリスト、作家。

## 経歴
1980年〜1994年に日刊紙"Quotidien de Paris"の編集に携わり、1990年代には経済、マネージメントに関する複数の本の刊行に協力する。
現在、アーティスト、商店、中小企業、フリーランスの支援団体「Confédération européenne des indépendants」の責任者の一人で、経営コンサルタント、個人カウンセラーもおこなっている。

## 著書
- Hallier ou l'Edernité en marche, 2018年. ISBN 978-2-35055-247-7
- Improvisation so piano, 2017年. ISBN 978-2-35055-228-6
- Hallier, l'Edernel jeune homme, 2016年. ISBN 978 2 35055 217 0
- 88 notes pour piano solo, 2015年. ISBN 978 2 3505 5192 0
- Piano ma non solo, 2012年. ISBN 978 2 35035 333-3
- Bodream ou rêve de Bodrum 2010年 ISBN 978-2-35035-279-4
- Carré d'Art : Barbey d'Aurevilly, Lord Byron, Salvador Dalí, Jean-Edern Hallier 2008年 ISBN 978-2-35035-189-6
- Barbey d'Aurevilly ou le triomphe de l'écriture, 2006年 ISBN 2 914 266 06 5
- Je m'appelle Byblos 2005年 ISBN 2 914 266 04 9
- Sax, Mule & Co 2004年 ISBN 2 914 266 03 0
- Willy, Colette et moi 2004年 ISBN 2914571607
- Utrillo, sa vie, son oeuvre,  1982年 ISBN 2-85754-009-4

日本での所蔵先
- 北海道大学
- 早稲田大学
- 学習院大学
- 亜細亜大学
- 西南学院大学
- 東京大学
- 京都大学

| スタブアイコン | サブスタブ | この項目は、まだ閲覧者の調べものの参照としては役立たない、人物に関連した書きかけの項目です。この項目を加筆・訂正などしてくださる協力者を求めています（P:人物伝/PJ:人物伝）。 |